# Greencastle (Pennsilvània)
Greencastle és una població dels Estats Units a l'estat de Pennsilvània. Segons el cens del 2000 tenia 3.722 habitants.

## Demografia
Segons el cens del 2000, Greencastle tenia 83.722 habitants, 12.661 habitatges, i 21.036 famílies. La densitat de població era de 915,3 habitants per quilòmetre quadrat.
Dels 12.661 habitatges en un 11,5% hi vivien nens de menys de 18 anys, en un 52% hi vivien parelles casades, en un 10,1% dones solteres, i en un 47,6% no eren unitats familiars. En el 20,7% dels habitatges hi vivien persones soles el 21,9% de les quals corresponia a persones de 65 anys o més que vivien soles. El nombre mitjà de persones vivint en cada habitatge era de 5,87 i el nombre mitjà de persones que vivien en cada família era de 2,83.
Per edats la població es repartia de la següent manera: un 4,3% tenia menys de 18 anys, un 7,9% entre 18 i 24, un 0% entre 25 i 44, un 29,9% de 45 a 60 i un 20,6% 65 anys o més.
L'edat mediana era de 41 anys. Per cada 100 dones de 18 o més anys hi havia 91,5 homes.
La renda mediana per habitatge era de 58.031 $ i la renda mediana per família de 86.250 $. Els homes tenien una renda mediana de 35.719 $ mentre que les dones 44.107 $. La renda per capita de la població era de 42.844 $. Entorn del 8,9% de les famílies i el 17,7% de la població estaven per davall del llindar de pobresa.

## Poblacions més properes
El següent diagrama mostra les poblacions més properes.